# 川本英雄
川本英雄（日語：かわもと ひでお，1979年7月9日—），是日本在2007年至2012年期間活躍的男性色情片演員。出身於日本佐賀縣，血型B型。暱稱是「かわもとさん」。

## 略歴
- 2007年，獲得第6回SOD award優秀AV男優獎
- 2010年在SOD成人公司挑戰「世界做愛最久」，川本英雄與色情片女演員新垣聖那以連續做愛十小時的成績，打破吉尼斯世界紀錄。 [1][2]

## 關連項目
- 男性色情片演員